# The Senses
Pour plus de détails, voir Fiche technique et Distribution.
The Senses (Les Sens) est une série de cinq films canadiens réalisés par Bashar Shbib en 1996 et sortis en 1997.

## Origines du projet
Bashar Shbib avait un gros projet, dont la demande de financement a été rejetée par les institutions québécoises (Téléfilm et la SODEC), ce qui a donné à Shbib l’élan de produire ces cinq films successifs à la place, avec un moindre budget. Le réalisateur a appelé des amis à Hollywood qui lui ont envoyé des fins de bobines de pellicule, il a rassemblé une petite équipe et ils ont commencé à tourner.

### Tournage
Les films ont chacun été tourné en quinze jours maximum .

## Filmographie deThe Senses
- 1997 : Hot Sauce
- 1997 : Taxi to L.A.
- 1997 : The Perfumer
- 1997 : Strictly Spanking
- 1997 : Panic
- 1999 : The Kiss

## Diffusion

### Sortie cinéma
Les cinq volets de The Senses sont sortis en même temps au cinéma l’Impérial à Montréal, le 9 mai 1997,.

### Sortie vidéo
La série est sortie en vidéo le 4 novembre 1997 .

## Sixième opus
En 1999, Bashar Shbib sort un sixième et dernier opus à la série, The Kiss, qui fait écho au premier volet de The Senses, Hot Sauce - il en reprend le personnage principal joué par Bashar Shbib.

## Style et genre
Au-delà du thème général du sens physiologique, le motif de la confession lie les films de The Senses.
Les films de la série peuvent être perçus comme des fables .

## Réception
Parmi les six films de The Senses, Hot Sauce a été le plus apprécié des critiques ,,.